# Дамиан, Майкл
Майкл Дамиан Уир (англ. Michael Damian Weir, род. 26 апреля 1962 года) — американский актер, певец и продюсер, наиболее известный по роли Дэнни Ромалотти в мыльной опере «Молодые и дерзкие».

## Биография
Майкл начал свою музыкальную карьеру как участник семейной группы The Weirz, которая выпустила два одноимённых альбома, один в 1975 году и один в 1979 году. После выступления в 1981 году на американской эстраде в поддержку своего дебютного сингла, кавера на песню Эрика Кармена «She Did It», Дамиану предложили роль певца Дэнни Ромалотти в телесериале «Молодые и дерзкие».
Он снялся в трех сезонах популярного телесериала «Факты из жизни». Затем получил главную роль в бродвейской постановке Эндрю Ллойда Уэббера и мюзикла Тима Райса «Иосиф и его удивительный плащ снов». С Дэмианом в роли Джозефа постановка установила рекорд кассовых сборов за один день, а также исторический рекорд по самым высоким еженедельным сборам за возрождение Бродвея в театре Минскофф.
Дамиан выпустил пять альбомов с восемью лучшими 40 хитами, в том числе его кавер-версию номер один песни Дэвида Эссекса «Rock On», которая была сертифицирована золотой в 1989 году. Он также получил премию BMI за написание песен за свой хитовый сингл «Was It Nothing at All». Он дебютировал в качестве режиссёра полнометражного фильма с инди-комедией «Hot Tamale», которую он написал в соавторстве со своей женой Джанин, дочерью актера Джеймса Беста. Следуя жанру семейного кино, он снял фильмы «Лунный танец Александра», «Флика 2», «Марли и я: щенячьи годы», «Флика: гордость страны» и «Принцесса на Рождество». В 2012 году он снял и написал в соавторстве, опять же со своей женой, 90-минутную романтическую комедию «Сладкая сторона жизни», в которой в главной роли снялся его тесть, актер-ветеран Джеймс Бест в своей последней роли в кино. Премьера фильма состоялась на канале Hallmark 19 января 2013 года.